# Виверження вулкана Еяф'ятлайокютль (2010)

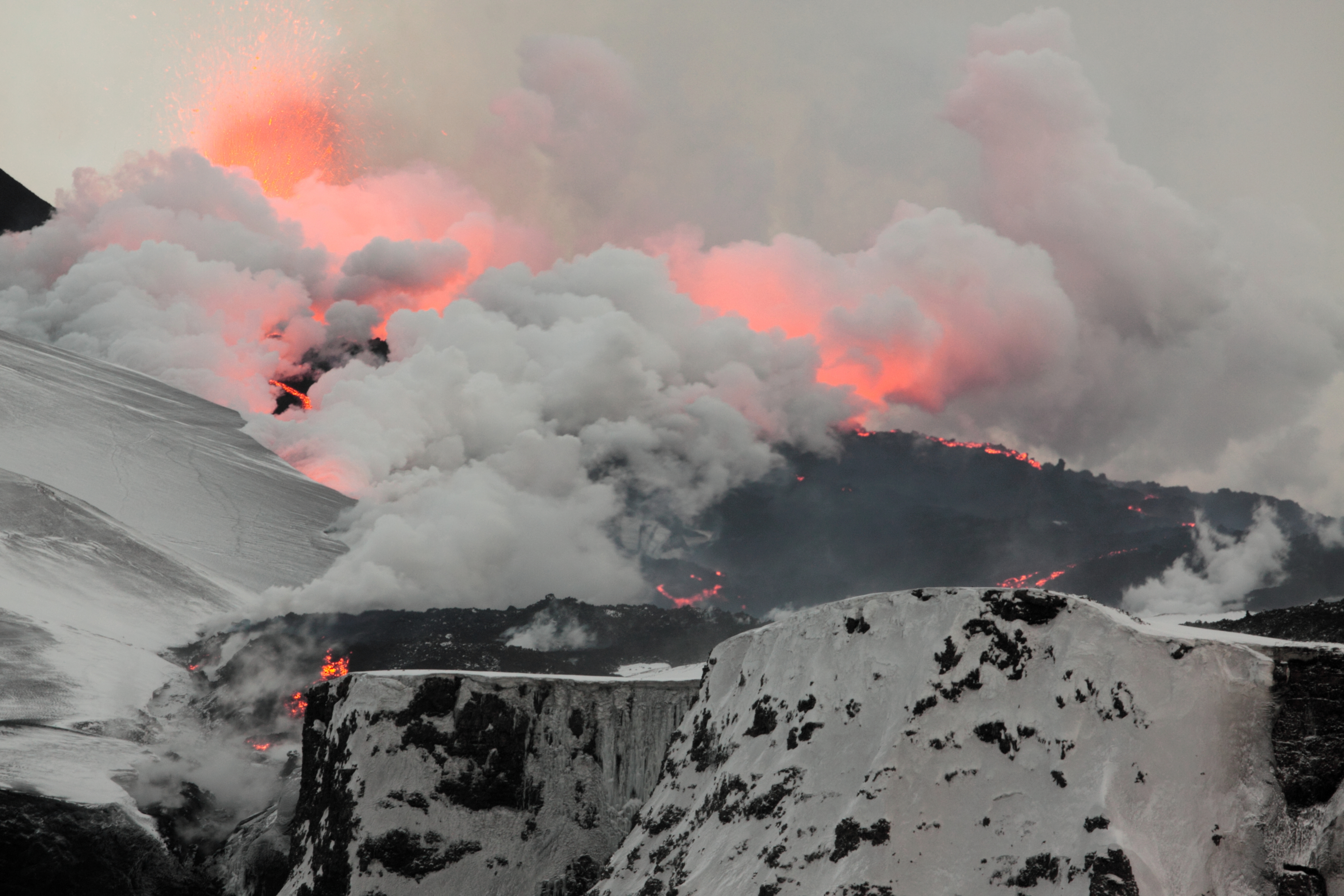
2 квітня 2010

Перші виверження вулкана Еяф'ятлайокютль з часу 1824 року відбулися 21 березня та з 14 квітня 2010 року.

## Перше виверження
З початку 2010 року в районі вулкана почалася сейсмічна активність, до березня сталося близько тисячі поштовхів силою в 1-2 бали на глибині 7-10 км під вулканом.
26 лютого GPS-вимірювання, проведені Метеорологічним інститутом Ісландії, зафіксували зміщення земної кори на 3 см в напрямку півдня.. Сейсмічна активність продовжила зростати і з 3 по 5 березня сталося три тисячі поштовхів.
Виверження вулкана почалося 21 березня близько півночі за місцевим часом (бл. 4:00 за київським). Влада Ісландії вимушена була евакуювати понад 500 чоловік, які проживають на півдні країни. Виверження призвело до припинення руху деякими автодорогами і закриття аеропортів. У зв'язку з небезпекою повені через танення льодовика на півдні країни було введено надзвичайний стан.

## Друге виверження

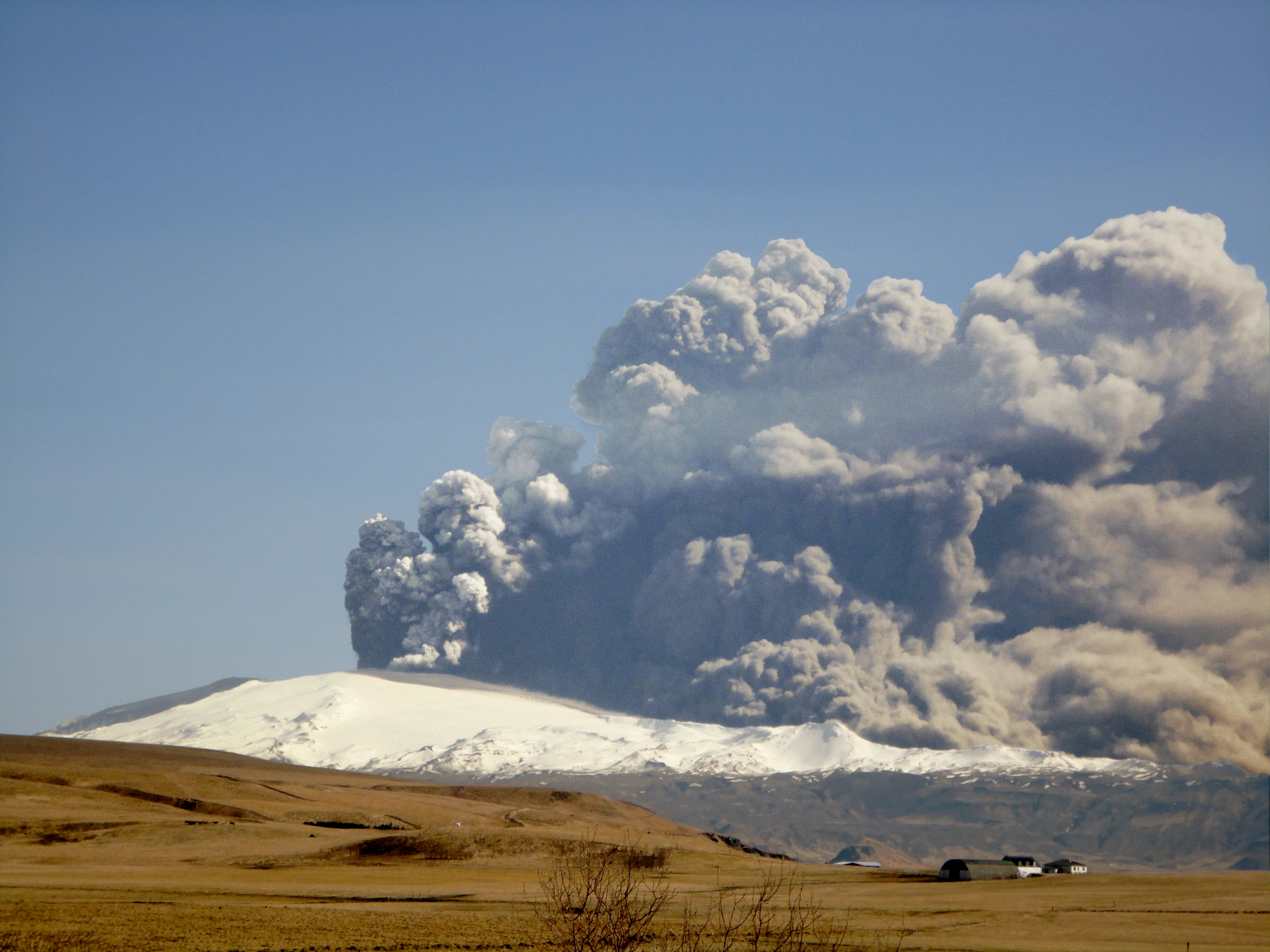
Друге виверження, 17 квітня 2010

14 квітня близько 1:00 почалося друге виверження. Цього разу було евакуйовано понад 800 людей.
Розжарені вулканічні викиди розтопили льодовик, який вкриває кратер. Тала вода вилилась у найближчу річку. Повінь зруйнувала одну із головних доріг країни. У п'ятницю 16 квітня влада евакуювала 40 людей із небезпечної зони.

### Вплив на Європу
Хмара з диму та попелу стала рухатися в напрямку континентальної Європи, ускладнюючи авіасполучення. Повітряний простір більшою чи меншою мірою закрили Ісландія, Австрія, Ірландія, Данія, Швеція, Литва,Велика Британія, Франція, Бельгія, Фінляндія, Латвія, Польща, Чехія, Словаччина, Угорщина, Румунія, Німеччина, Нідерланди, Норвегія, Росія (аеропорти Москви та Санкт-Петербургу) та інші (див. карту).
15 квітня в Україні було закрито аеропорти у Львові, Борисполі та Харкові. Втім уже 18 квітня усі повітряні шляхи над країною було відкрито

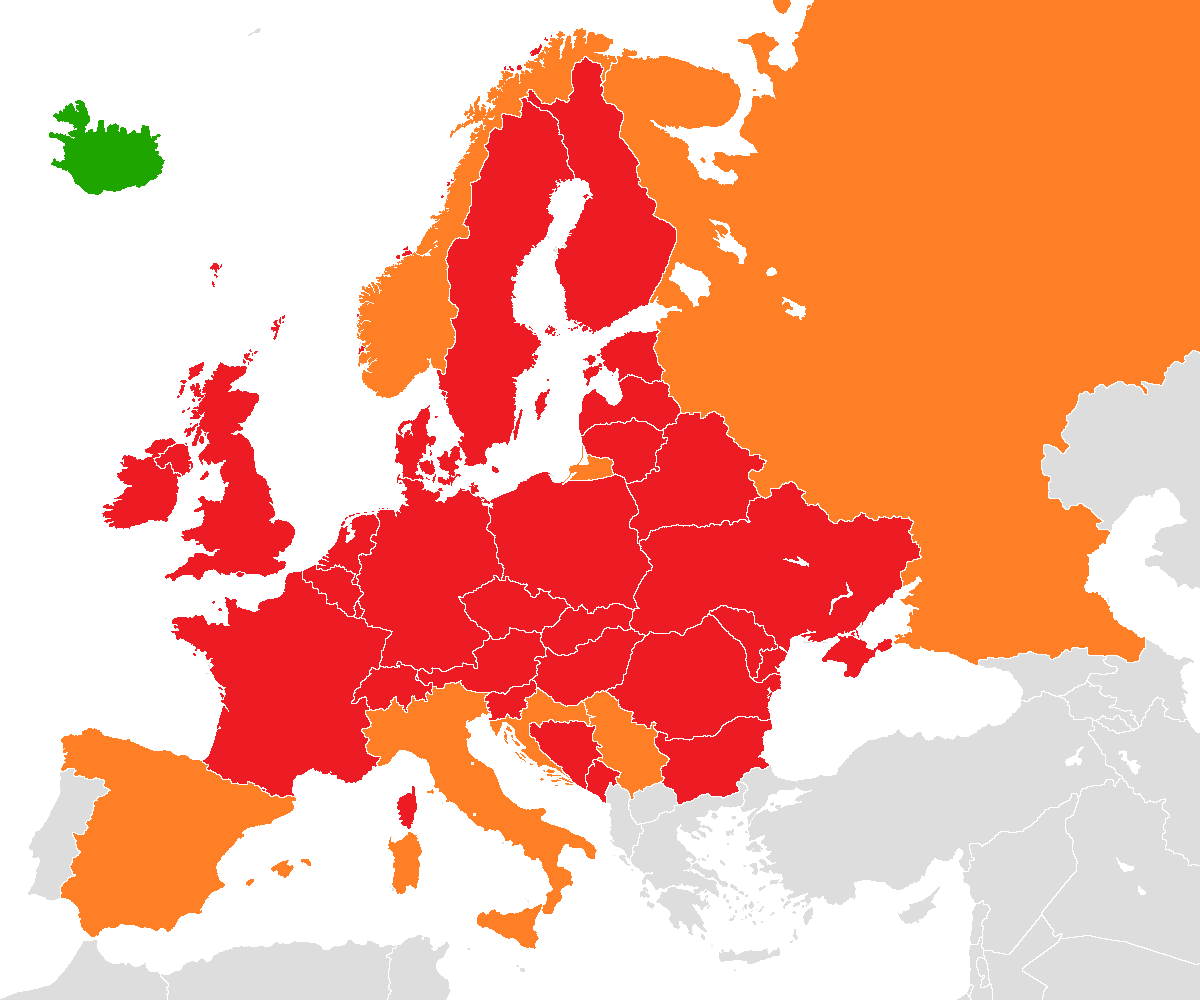
Країни, в яких було повністю (червоний) або частково (оранжевий) зупинене авіасполучення

17 квітня хмара над вулканом досягла висоти 9,1 км.
Через заблокований повітряний простір частина світових лідерів (зокрема президент США Барак Обама та канцлер Німеччини Анґела Меркель) була змушена відмовитися від участі в жалобній церемонії в Кракові, де 18 квітня поховали президента Польщі Леха Качинського та його дружину Марію, загиблих у авіакатастрофі.
З 19 квітня авіасполучення над континентом почали поступово відновлювати. 21 квітня Єврокомісія заявила про відновлення авіасполучення над Європою. Заручниками аеропортів у всьому світі стали майже 7 мільйонів осіб. Криза торкнулась третини світової авіації.
Всесвітня організація охорони здоров'я порекомендувала жителям Європи за можливості бути в приміщеннях, оскільки поки невідомо, яким чином можуть вплинути на здоров'я людини частки вулканічного попелу, які випадають з хмар

### Вплив на клімат
Щодо впливу на клімат планети, то ймовірно, він не зазнає змін через виверження вулкана. Це пояснюють тим, що вулканічний попіл не потрапив у верхні шари атмосфери, залишившись на рівні тропосфери,
|  |  |

|  |  |  |

## Виноски
1. ↑  Measurements made by using maps and measurement tools from Fasteignaskrá Íslandskort Fasteignaskrá measurement tools (англійською) . Архів оригіналу за 6 липня 2013. Процитовано 17 квітня 2010.(англ.)
2. ↑  Fyrsta háskastigi lýst yfir. Morgunblaðið (ісл.). Архів оригіналу за 10 березня 2010. Процитовано 17 квітня 2010.(ісл.)
3. ↑  В Ісландії прокинувся вулкан. Архів оригіналу за 24 березня 2010. Процитовано 17 квітня 2010.
4. ↑  На півдні Ісландії оголошено НС через виверження вулкана[недоступне посилання з травня 2019]
5. ↑  В Ісландії через виверження вулкана евакуйовано сотні людей. Архів оригіналу за 6 березня 2014. Процитовано 17 квітня 2010.
6. ↑  Повені[недоступне посилання з червня 2019]
7. ↑  Мінтрансзв'язку заявляє про скасування в п'ятницю в аеропорті «Бориспіль» 47 авіарейсів у зв'язку з виверженням вулкана в Ісландії. Архів оригіналу за 19 квітня 2010. Процитовано 17 квітня 2010.
8. ↑  Ісландський вулкан залишив Європу без авіасполучення. Архів оригіналу за 19 квітня 2010. Процитовано 17 квітня 2010.
9. ↑  Через виверження вулкана в Ісландії закрито всі аеропорти Польщі. Архів оригіналу за 18 квітня 2010. Процитовано 17 квітня 2010.
10. ↑  Країни Центральної Європи закрили аеропорти через вулкан. Архів оригіналу за 28 лютого 2014. Процитовано 17 квітня 2010.
11. ↑  Попіл ісландського вулкана не загрожує Україні — МНС[недоступне посилання з червня 2019]
12. ↑  Понад 260 авіарейсів затримані або відмінені у РФ — Росавіація[недоступне посилання з червня 2019]
13. ↑  Аеропорти Львова, Харкова та Києва закриті. Архів оригіналу за 23 листопада 2010. Процитовано 23 листопада 2010.
14. ↑  Аеропорт Бориспіль не відправляє і не приймає літаки[недоступне посилання з червня 2019]
15. ↑  У Харкові порушено графік авіарейсів через хмару попелу над Європою[недоступне посилання з червня 2019]
16. ↑  Усі повітряні зони України відкрито, аеропорти працюють штатно
17. ↑  Хмара попелу від ісландського вулкана продовжує рости[недоступне посилання з червня 2019]
18. ↑  Похорон президента[недоступне посилання з червня 2019]
19. ↑  Небо вияснюється. Архів оригіналу за 21 квітня 2010. Процитовано 19 квітня 2010.
20. ↑  Розійшлися хмари[недоступне посилання з червня 2019]
21. ↑  ВООЗ попереджає про небезпеку вулканічного попелу[недоступне посилання з червня 2019]
22. ↑  Виверження вулкана в Ісландії не позначиться на кліматі планети. Архів оригіналу за 18 квітня 2010. Процитовано 17 квітня 2010.